# Monasterio de San Benito (Río de Janeiro)
El Monasterio de San Benito (en portugués Mosteiro de São Bento) es un histórico monasterio localizado en el morro de San Benito, en el centro de la ciudad de Río de Janeiro, en Brasil. Es uno de los principales monumentos de arte colonial de la ciudad y del país. Se encuentra frente a la isla de la Cobras y en las inmediaciones de la plaza Mauá.

## Historia
El Monasterio de San Benito de Río de Janeiro fue fundado por monjes benedictinos que llegaron a Bahía en 1590. Los terrenos se los donaron los nobles Manoel de Brito y su hijo Diogo de Brito de Lacerda e incluían el actual incluía el actual morro de San Benito.

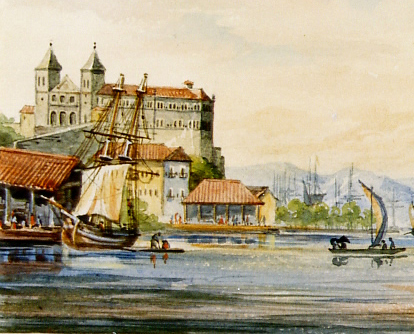
Detalle de una pintura de 1841 del francés Jules de Sinety mostrando el puerto del Río y el Monasterio de San Benito sobre el morro homónimo.

Los recursos financieros para la construcción del actual edificio vinieron de la renta obtenida por la producción de caña de azúcar en las incontables propiedades que los monjes recibieron, a través de donaciones, en el interior de la Capitanía de Río de Janeiro, especialmente en las regiones de Nueva Iguaçu y Campos de los Goytacazes.
La construcción del monasterio fue ejecutado por esclavos. Las piedras utilizadas como materia prima fueron provenientes del morro de la Viuda, en el actual barrio del Flamengo. Los planos del edificio fueron trazados en 1617 por el ingeniero militar portugués Francisco Frías de Mesquita, según la estética maneirista vigente en Portugal en aquel periodo. 
Las obras solo comenzaron hasta 1633. El proyecto original fue alterado, durante la construcción, por el arquitecto Frei Bernardo de San Benito Correa de Souza y la iglesia pasó de una a contar con tres naves. El monasterio anexo a la iglesia solo fue concluido en 1755, con la construcción del claustro, proyectado por el ingeniero militar José Fernandes Pinto Alpoim.

### Arquitectura
La fachada del proyecto original es manierista, con un cuerpo central con tres arcos de entrada y un frontón triangular. Dos torres coronadas por pináculos piramidales flanquean la entrada. Pasando los arcos de entrada se encuentra una galilé con azulejos y portones de hierro del siglo XIX.

### Interior

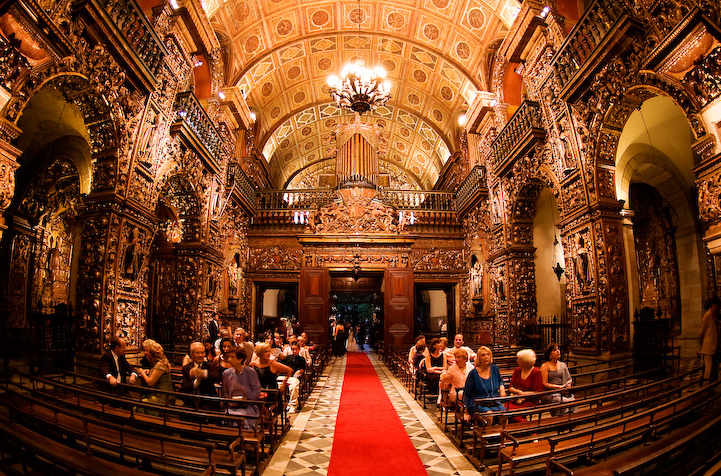
Nave central.

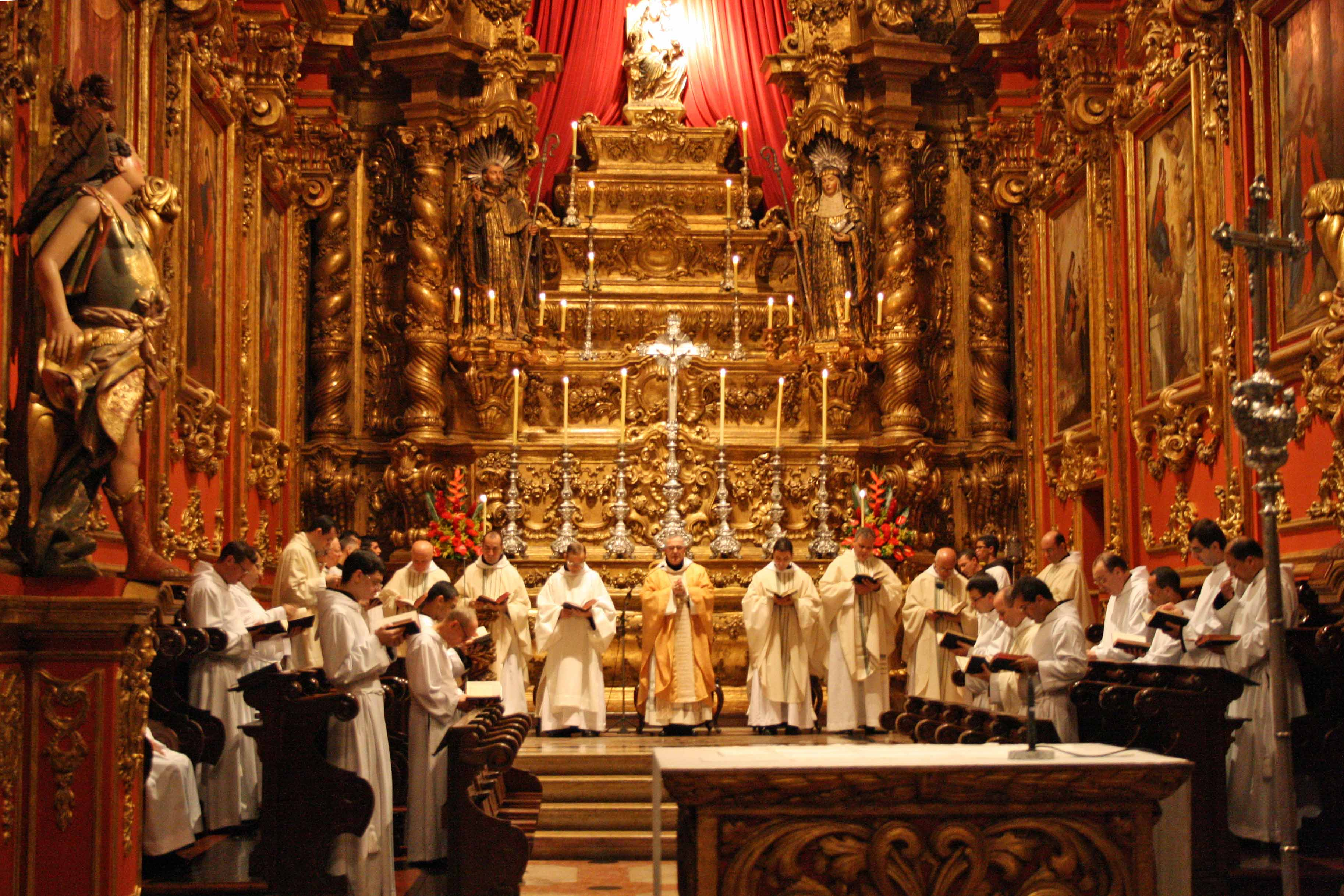
El ábside durante la misa del gallo de 2009

El interior de la iglesia es riquísimo, totalmente forrado con talla dorada que va del estilo barroco de fines del siglo XVII al rococó de la segunda mitad del siglo XVIII. El primero escultor activo en la iglesia fue el monje portugués Frei Domingo de la Conceição que diseñó y esculpió parte de la talla de la nave y el ábside (el de la capilla fue sustituida después). Cuenta a su vez con estatuas de San Benito y de Santa Escolástica y, en altar de la iglesia, nuestra Señora del Monte Serreado (patrona de la iglesia), entre otras.
Entre 1789 y 1800, trabajó, en la iglesia, uno de los grandes escultores del rococó de Río de Janeiro, Inácio Ferreira Pinto. Este rehízo el ábside (1787 - 1794), preservando, sin embargo, detalles anteriores, como las pantallas sobre la vida de santos benedictinos, las cuales habían sido pintadas entre 1676 y 1684 por el monje alemán Ricardo del Pilar. 
La bella capilla rococó del Santísimo Sacramento (1795 - 1800) es también obra de  Inácio. Los lampadarios junto al ábside fueron proyectados y ejecutados entre 1781 y 1783 por Valentim da Fonseca e Silva (el Maestro Valentim). En la sacristía del monasterio, está la ópera prima del pintor Frei Ricardo, una pantalla representando el Señor de los Martirios, pintada cerca de 1690.
Dentro de la iglesia, existen, aún, siete capillas laterales de la hermandad: la de Nuestra Señora de la Conceição, la de Son Lourenço, la de Santa Gertrudes, la de Son Brás, la de Son Caetano, la de Nuestra Señora del Pilar y la de Santo Amaro.